# Phellinus poeltii
Phellinus poeltii är en svampart som beskrevs av Ryvarden 1977. Phellinus poeltii ingår i släktet Phellinus och familjen Hymenochaetaceae.   Inga underarter finns listade i Catalogue of Life.